# نعناع مدبب كثيف
النعناع المدبب الكثيف (باللاتينية: Mentha spicata subsp. condensata) نوع نباتي يتبع جنس النعناع من الفصيلة الشفوية.

## البيئة والانتشار
موطنه بلاد الشام ومصر وقبرص والبلقان وإيطاليا.

## مرادفات للاسم العلمي
- (باللاتينية: Mentha tomentosa subsp. condensata Briq.)
- (باللاتينية: Mentha microphylla K. Koch)
- (باللاتينية: Mentha chalepensis Mill.)
- (باللاتينية: Mentha derelicta Déségl.)
- (باللاتينية: Mentha sieberi K. Koch, nom. provis.)
- (باللاتينية: Mentha sofiana Trautm.)
- (باللاتينية: Mentha subsessilis Borbás)
- (باللاتينية: Mentha sylvestris var. stenostachya Boiss.)

## الوصف النباتي
نبات عشبي معمر.